# Koljani
Koljani su naseljeno mjesto u sastavu Grada Laktaši, Republika Srpska, BiH.

## Stanovništvo
| Koljani            |              |
| godina popisa      | 1991.        |
| Srbi               | 201 (98,05%) |
| Hrvati             | 2 (0,98%)    |
| Muslimani          | 0            |
| Jugoslaveni        | 1 (0,48%)    |
| ostali i nepoznato | 1 (0,48%)    |
| ukupno             | 205          |